# 圣伊格纳西奥-德萨瓦内塔
圣伊格纳西奥-德萨瓦内塔（西班牙語：San Ignacio de Sabaneta），简称萨瓦内塔（西班牙語：Sabaneta），是中美洲國家多明尼加共和國的城市，也是圣地亚哥·罗德里格斯省的首府，位於該國西北部，始建於1844年，面積804.47平方公里，海拔高度124米，2012年人口52,056。